# Teraco

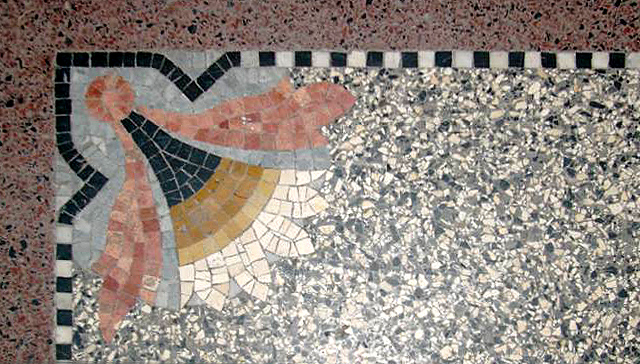
Teraco doplněné mozaikou (1910)

Teraco, terrazzo nebo terazzo (výslovnost [teraco], nesprávně [teraso]) je směs cementu, ušlechtilých kamenných drtí (mramor apod.) a barviv používaná v kamenické práci k tvorbě povrchů (lité dlažby) imitujících kámen (schodiště, náhrobní kameny apod.), většinou s přesnou granulometrií, a zároveň i název pro tyto dlažby.
Teraco může mít různé odstíny; vyznačuje se zrnitostí povrchu, který je možné dále brousit pro vytvoření lesklých ploch. Povrch dlažby je vždy zušlechtěn opracováním, a to broušením, otryskáním, kartáčováním apod. Pro lepší údržbu je povrch dlažby většinou chráněn, k čemuž dochází formou impregnace disperzí, voskem, lakem, teflonem aj., původně lněným olejem. Tento typ dlažby může být pokládán jak v interiéru, tak i v exteriéru. Může sloužit jako podlaha v prodejních nebo výrobních halách, jako dláždění teras, pěších zón, jako obklady schodů apod.

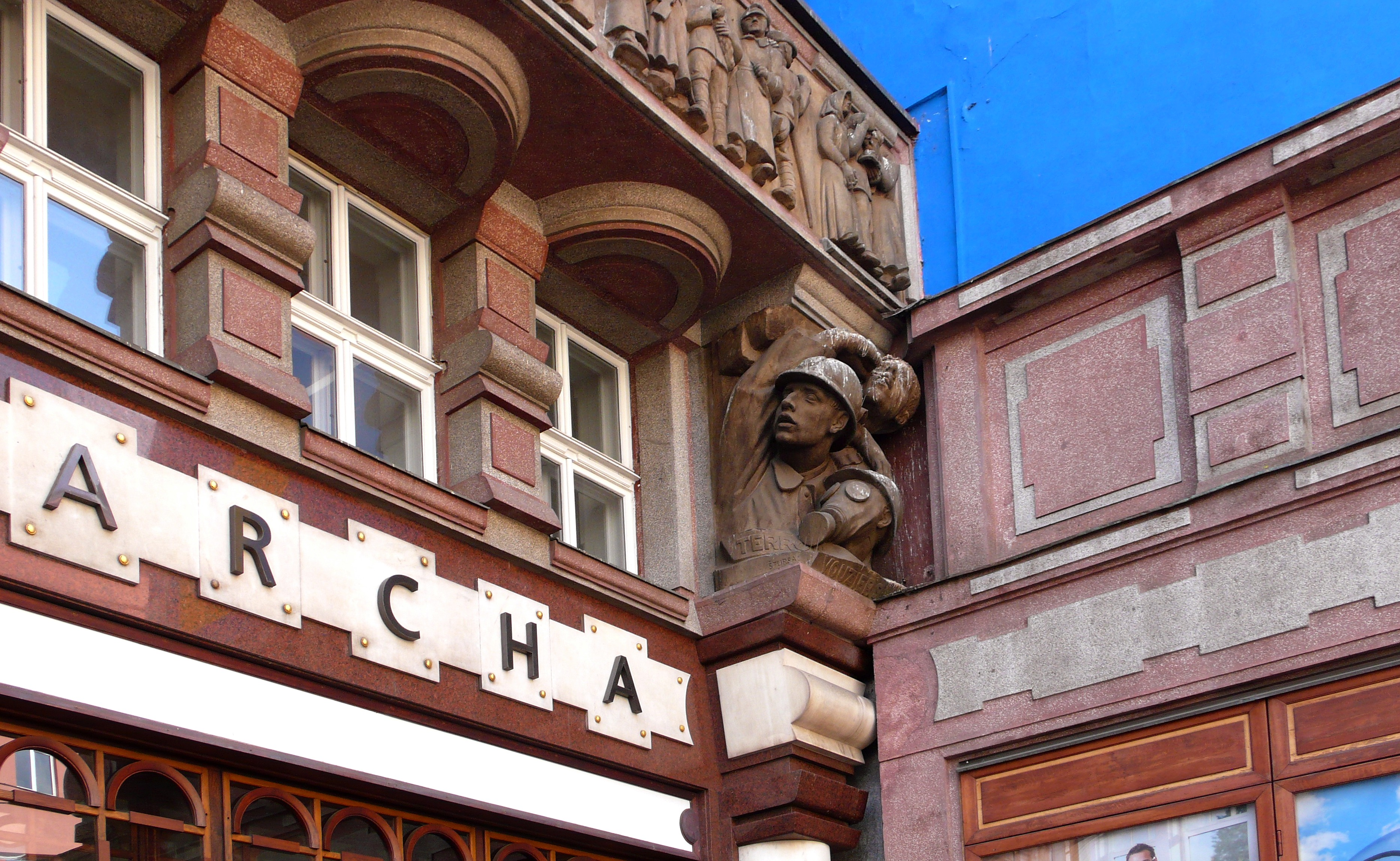
Teracová omítka na Legiobance

Mimo podlahu se teraco používá s hrubě opracovaným povrchem pemrlováním. Takto se zpravidla se uplatňuje jako omítka na fasádách domů, jejich soklech a další architektuře. Na rozdíl od obkladů z umělého kamene se teracová omítka nanáší a povrchově upravuje přímo na místě na jádrovou omítku.
Teraco nachází uplatnění jak v průmyslových prostorách, tak i v obytných nebo jiných budovách (například kostelech).